# Segundo Terror Blanco de 1815

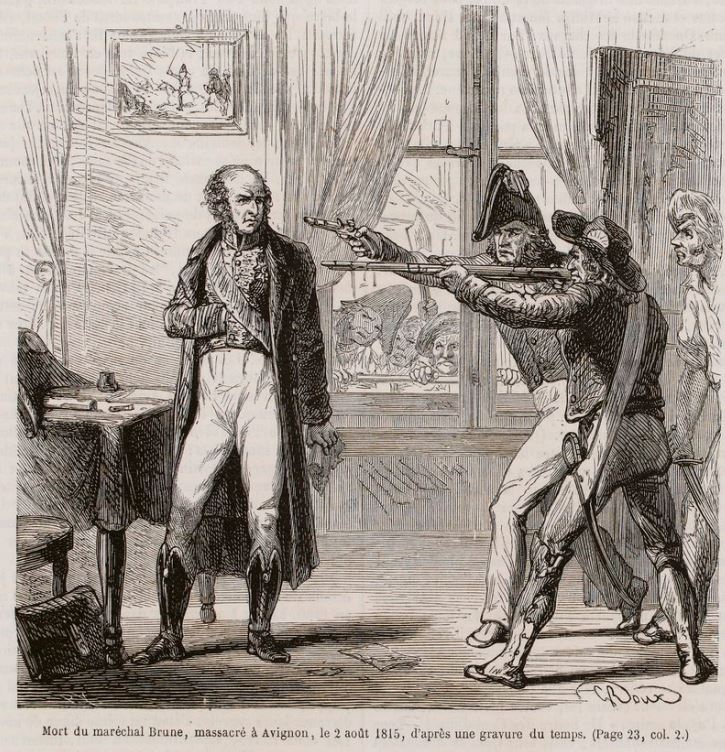
Asesinato de Guillaume Brune, mariscal del Imperio, por una turba realista en Aviñón el 2 de agosto de 1815, grabado c. 1865

El Segundo Terror Blanco (en francés: Terreur blanche de 1815) ocurrió en Francia entre 1815 y 1816, tras la derrota de Napoleón en la Batalla de Waterloo (18 de junio de 1815) y la coronación de Luis XVIII como Rey de Francia después de los Cien Días. Los presuntos simpatizantes de la Revolución Francesa (incluidos los antiguos jacobinos ), los republicanos, los bonapartistas y, en menor medida, los protestantes, fueron perseguidos.  Varios cientos de personas fueron asesinadas por turbas furiosas o ejecutadas después de un rápido juicio en un consejo de guerra.
El historiador John B. Wolf sostiene que los ultrarrealistas —muchos de los cuales acababan de regresar del exilio— estaban organizando una contrarrevolución contra la Revolución Francesa y también contra la revolución de Napoleón.
En todo el Mediodía, en Provenza, Aviñón, Languedoc y muchos otros lugares, el Terror Blanco se desató con una ferocidad implacable. Los realistas encontraron en la voluntad de los franceses de abandonar al rey una nueva prueba de su teoría de que la nación estaba plagada de traidores, y utilizaron todos los medios para buscar y destruir a sus enemigos. El gobierno era impotente o no quería intervenir.
El período recibe su nombre a raíz del Primer Terror Blanco que ocurrió durante la Reacción Termidoriana en 1794-1795, cuando las personas identificadas como asociadas con el Reinado del Terror (por medio de la distinción, también conocido como el "Terror Rojo") fueron acosadas y asesinadas.

## Represalias borbónicas

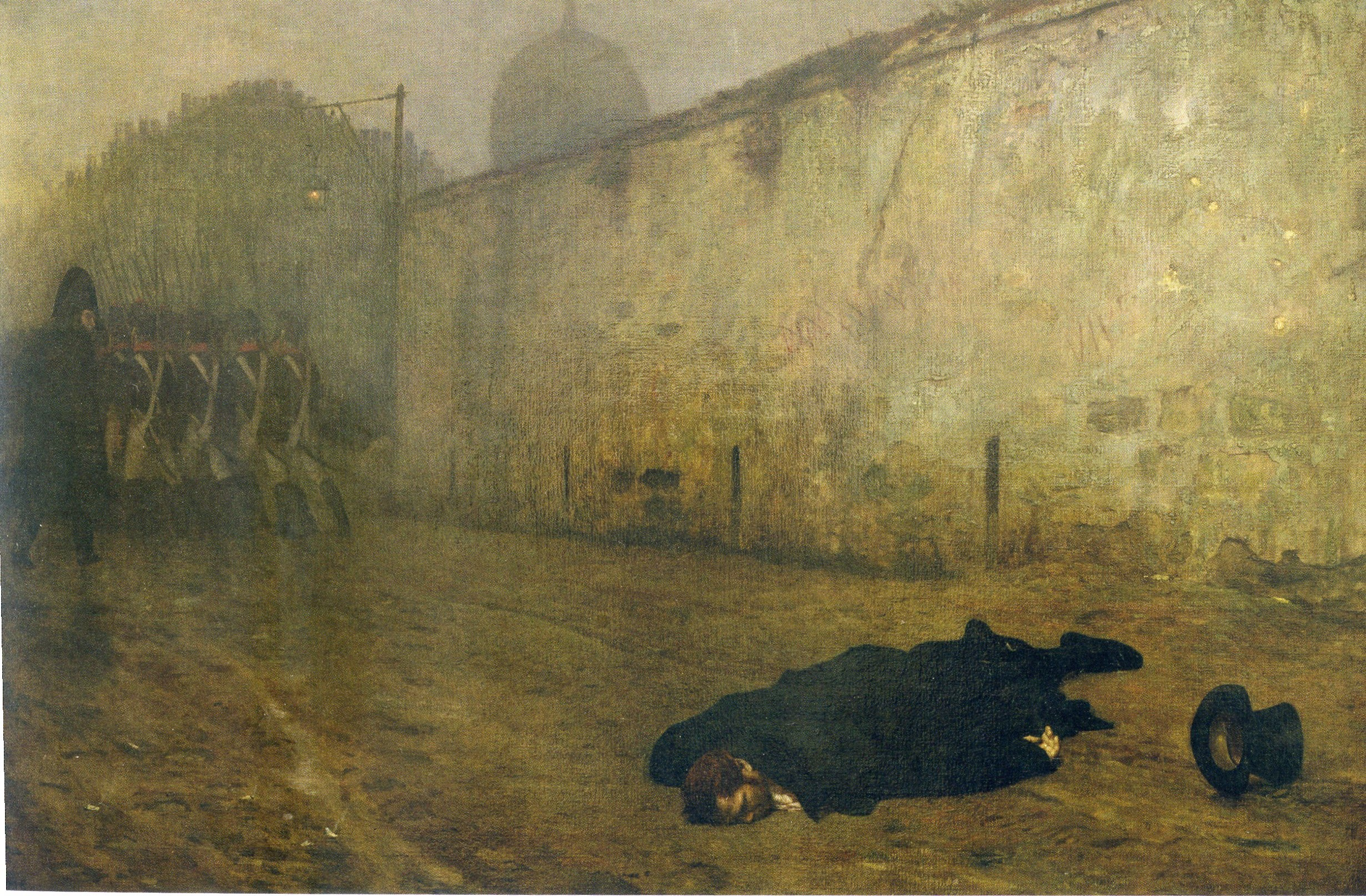
La ejecución del mariscal Ney, cuadro de 1868 de Jean-Léon Gérôme

Después de los Cien Días, el breve regreso de Napoleón al poder en 1815, el segundo Terror Blanco se centró principalmente en la purga de una administración civil que se había vuelto casi por completo contra la monarquía borbónica. Alrededor de 70.000 funcionarios fueron destituidos de sus cargos. Los restos del ejército napoleónico se disolvieron después de la batalla de Waterloo y sus oficiales superiores degradados. El mariscal Michel Ney fue ejecutado por traición, el mariscal Guillaume Brune fue asesinado por una turba realista en Aviñón y el general Jean-Pierre Ramel fue asesinado en Toulouse. Aproximadamente 6.000 personas que se habían unido a Napoleón fueron llevadas a juicio. Hubo alrededor de 300 linchamientos cometidos por turbas en el sur de Francia, especialmente en Marsella, donde al menos dieciocho de sus mamelucos fueron masacrados en sus cuarteles.

## Chambre introuvable
Estas acciones infundieron miedo en la población, persuadiendo a los electores liberales y moderados (48.000 de los 72.000 votantes elegibles bajo el sufragio vigente) a votar por los ultrarrealistas en las elecciones de agosto de 1815.  Según Winkler Prins (2002), la victoria electoral realista «proporcionó legalidad al Terror». De 402 miembros, la primera Cámara de Diputados de la Restauración estaba compuesta por 350 ultrarrealistas; el propio rey la bautizó así como Chambre introuvable («la Cámara inalcanzable»), llamada así porque la Cámara era «más monárquica que el rey» (plus royalistes que le roi), según las palabras de Luis XVIII. Mientras tanto, la cámara alta, la Cámara de los Pares, cuyos miembros eran nombrados por el Rey y servían a su antojo, condenó a muerte por traición al mariscal Michel Ney y al conde Charles de la Bédoyère, mientras que 250 personas fueron condenadas a prisión y algunas otras al exilio, entre ellas Joseph Fouché, Lazare Carnot y Cambacérès. Los "regicidas" supervivientes que habían votado a favor de la ejecución de Luis XVI en 1792 fueron exiliados. El Terror Blanco en el ámbito político terminó cuando Luis XVIII disolvió la Chambre Introuvable en 1816, poniendo fin a los excesos ultramonárquicos, pues temía que provocaran una nueva revolución. 